# Sankt Johann (Baden-Württemberg)
Sankt Johann (ufficialmente St. Johann) è un comune tedesco di 5 259 abitanti, situato nel land del Baden-Württemberg.